# Veer Karan Sobti
Veer Karan Sobti (chinesisch 卡蘭索提; * 6. Mai 2004 in Hongkong) ist ein singapurischer-hongkonger Fußballspieler.

## Karriere
Veer Karan Sobti erlernte das Fußballspielen in der Schulmannschaft des United World College sowie in den Jugendmannschaften vom Turf City FC und den Young Lions. Im Januar 2021 wechselte er in die Juniorenmannschaft des Erstligisten Lion City Sailors. Die Saison 2022 wurde der Juniorenspieler an den ebenfalls in der ersten Liga spielenden Tanjong Pagar United ausgeliehen. Sein Erstligadebüt gab der Juniorenspieler am 9. September 2022 (24. Spieltag) im Heimspiel gegen Balestier Khalsa. Bei dem 3:1-Erfolg stand er in der Startelf und spielte die kompletten 90 Minuten. Nach der Ausleihe kehrte er Ende Dezember 2022 zu den Sailors zurück.